# Місячний П'єро
«Місячний П'єро» (повна назва — «Тричі сім поем з „Місячного П'єро“ Альберта Жиро», нім. Dreimal sieben Gedichte aus Albert Girauds 'Pierrot lunaire' Op. 21 — мелодрама Арнольда Шенберґа, що складається з 21 поеми з однойменної збірки Альберта Жиро у німецькому перекладі О.Е.Гартлебена, написана для вокаліста та інструментального ансамблю (флейта, кларнет, скрипка, віолончель і фортепіано). Прем’єра твору була здійснена 16 жовтня 1912 року в Берліні.
Поеми декламуються солістом (голос не визначено, проте традиційно виконується сопрано) у стилі Шпрехштіме, розробленому і вперше використаному композитором в ораторії «Пісні Гурре» (Gurre-Lieder). Твір повністю атональний, проте не містить додекафонії, яка буде відкрита композитором 8 роками пізніше.

## Розділи
«Місячний П'єро» складається з трьох розділів по 7 поем. У першому розділі П’єро співає про кохання і релігію; в другій — злочини і насилля, у третій П’єро повертається додому в Бергамо, переслідуваний своїм минулим.
| 1. Сп'янілий від Місяця 2. Коломбіна 3. Денді 4. Бліда праля 5. Вальс Шопена 6. Мадонна 7. Хворий Місяць | 8. Ніч (Пасакалія) 9. Молитва П’єро 10. Грабіж 11. Багряна меса 12. Пісня про шибеницю 13. Обезголовлювання 14. Хрести | 15. Ностальгія 16. Підлість! 17. Пародія 18. Місячна пляма 19. Серенада 20. Повернення на Батьківщину 21. Аромат минулих літ |

### 1.«Сп'янілий від Місяця»
Текст цього розділу: 
«Вино, що його п'ють очима, занурює вночі місяць у хвилі, і сильний морський приплив захлюпюпує спокійний морський обрій. Потоками без числа пливуть пристрасні спокуси, моторошні й солодкі! Поет, якого спонукає молитва, п'яніє від святого напою, захоплено повертає до неба голову і, хитаючись, всмоктує і хлебче вино, що його п’ють очима».
Музиці першого номера притаманна легкість, своєрідна ліричність. «… „шелест“ фортепіано, піцикато скрипки, співуча віолончель»; «розспівні широкі пасажі (але як по́дув — із зупинками на довгих звуках) у флейти і скрипки; флажолети, трелі та піцикато у струнних» — так описує характер інструментальних партій цього номера Стефанія Павлишин. Партія голосу досягає кульмінації в момент вигуку на слові «поет».

### 2. «Коломбіна»
«Бліді квіти місячного сяйва, білі диво-троянди цвітуть у липневі ночі, — о, якби я зірвав хоча б одну! Для того, щоб пом'якшити мій страшний біль, я шукаю в темному потоці бліді квіти... Стихла б уся моя туга, якби я міг так таємничо-казково, так священно-тихо опустити пелюстки на твоє каштанове волосся...».
Музика цього номера продовжує ліричний настрій попереднього. Тут навіть наявна жанрова опора: у мелодії прослідковується елементи «плавного вальсу». Разом з тим, у цьому номері суттєвими є й контрасти плавності й гостроти, легато і стакато. Тут Шенберг вдається і до певної рефлексії з романтичною естетикою — через прихід до зменшеного септакодра у кінці.

### 3. «Денді»
«Фантастичним променем освітлює місяць кришталеві флакони на чорному священному вмивальнику денді з Бергамо. У дзвінкій бронзовій чаші заливаються сміхом металеві звуки фонтанів. П'єро з блідим, як віск, обличчям стоїть, роздумуючи: як сьогодні загримуватися? Він відкидає рум'яна на східну зелень і розмальовує своє обличчя у піднесеному стилі фантастичним променем місяця».
Музика цього розділу насичена контрастами: пасажі на фортісімо й піанісімо, дисонантні акорди на стакато. Закінчується номер колективним піанісімо із застосуванням акорду без удару й флажолету на фортепіано.

### 4. «Бліда праля»
«... лагідна служниця неба, яка, м’яко вислизуючи від гілок, пере у нічний час вицвілі шалі срібно-білими руками, опускає їх у струмок і розстилає на темних луга... свої зіткані зі світла полотна...».
Образ цього номера втілює ніжність і спокій; тут навіть наявні ознаки імпресіонізму. Використовується засурдинена скрипка, а ремарка композитора вимагає злитого, зневиразненого звучання інструментів; голос тут має звучати як супровід до головного — ірструментальних партій.

### 5. «Вальс Шопена»
«Як бліда краплина крові забарвлює губи хворого, так і на цих звуках почиває пристрасно-нищівна чарівність. Акорди дикої радості порушують льодовий сон розпачу... Гарячий і радісний, солодкий і млосний, меланхолійно-похмурий вальс ніколи не залишає моєї свідомості, міцно застиг у моїй пам’яті, як бліда краплина крові!».
Як і текст, музика цього номера гострішає. Але й тут можна помітити романтичні ремінісценції, що не дивно з огляду на назву.

### 6. «Мадонна»
Цей розділ, як і «Червона меса» та «Хрести», став причиною закидів Шенбергові про антирелігійність. На це він відповідав, що не варто переоцінювати роль тексту, адже головне тут — музика.
«Зійди, о матір всіх страждань, на вівтар моїх віршів! Кров із твоїх худих грудей пролита люттю меча. Твої завжди роз'ятрені рани схожі на очі, червоні й відкриті... На виснажених руках ти тримаєш тіло твого сина, щоб показати його всьому людству, та погляд людський цурається тебе, о матір всіх страждань».
Музичний настрій тут стає серйознішим, відповідно до тексту. Відбувається поступове наростання змістової ваги протягом номера. В кінці напруга досягає значного степеню.

### 7. «Хворий місяць»
«Тихий, мертво-блідний місяць на чорному пуховику небосхилу..., ти полониш, як незнайома мелодія. Ти вмираєш від невтолимого любовного стаждання, глибоко засмучений тугою... Коханця, який... прокрадається до коханої, втішає гра твого проміння]лс, твоя бліда, народжена болем кров».
Цей, завершальний для першої частини, номер має спокійний, романтизований характер. Ансамбль обмежується лише голосом і флейтою.

### 8. «Ніч»
«Темні, чорні, велетенські метелики забивають блиск сонця. Закрита чаклунська книга — обрій почиває мовчки. З чаду загублених глибин підноситься туман, вбиваючи спогад... І з неба опускаються важкими крилами на людські серця невидимі потвори».
Підзаголовок цього номера — пасакалія. Він відкриває середній розділ твору, присвячений різко негативним, похмурим і страшним образам. «Ночі» притаманний низький регістр, а також наявність теми (завдяки жанру пасакалії): мі — соль — мі-бемоль. Тут також наявний триголосний канон (початкові такти), побудований на цій темі, а також дзеркальні, обернені і ракохідні проведення теми у збільшенні і зменшенні, розкладання її акордами і пасажами.

### 9. «Молитва за П'єро»
Текст тут ділиться на два плани:
«П'єро, я розучилася сміятись! Відблиск світла потонув у сльозах. Тільки чорним розвівається мені прапор із мрії»
та
«О поверни мені, ветеринаре душі, сніжна бабо лірики, ваша світлосте місяцю, П'єро, — мій сміх!»
Ансамбль тут обмежено лише голосом, кларнетом і фортепіано. Партія голосу-читця сповнена ніжної іронії і жалібності інтонування, зокрема у «проханнях» до П'єро. Використовується вібрато Sprechstimme.

### 10. «Грабіж»
«Червоні князівські розкішні рубіни, червоні краплини старої слави дрімають у домовинах, там, унизу, в склепах. Вночі зі своїми спільниками П'єро спускається вниз грабувати червоні князівські рубіни... Але там — волосся стає дибом, блідий жах приковує їх до місця — крізь темряву, як очі, витріщились із трун червоні, розкішні рубіни».
Далі зростає експресіоністична напруга й у цьому номері. Відкриття номера голосом соло, швидка ритміка, насичена фактура — усе це підсилює враження жаху.

### 11. «Червона меса»
«Для страшного причастя при сліпучому блиску золота, при миготінні свічок наближається до вівтаря П'єро! Рука, Богом освячена, розриває вбання священика для страшного причастя... Благословляючи рукою показує він заляканим душам червоне причастя, що стікає кров'ю — своє серце у скривавлених пальцях, для страшного причастя!».
Характер музики тут дуже різкий, навіть грубий. Навіть склад інструментів підібрано доволі різкий: флейта-піколо і басовий кларнет, альт, віолончель і фортепіано. Кульмінація припадає на розривання вбрання священика.

### 12. «Пісня повішеного»
«Худа дівка з довгою шиєю буде його останньою коханою. У його свідомості, як цвях, стирчить худа дівка... Тонка, як пінія, на шиї — коса, любо вона обійме шельму...».
Музика цього номера — вкрай лаконічна; компакнта вона і в сенсі ансамблю: лише альт і віолончель, згодом піколо.

### 13. «Обезголовлення»
«Місяць — блискучий турецький меч на чорній шовковій подушці, примарно великий, проглядає вниз крізь до болю темну ніч. П'єро невтомно блукає і пильно вдивляється у смертельному страху на Місяць... Під ним трусяться коліна, раптом він падає, знесилений, непритомний. Йому ввижається: на його грішну шию вже несеться донизу Місяць — блискучий каральний турецький меч».
Для цього номера характерна насичена барва (склад: бас-кларнет, альт, віолончель, фортепіано), різкі контрасти і звукозображувальність, особливо стосовно падіння Місяця-меча — низхідним пасажем martellato у фортепіано. Номер умовно ділиться на дві частини. У другій із них проводиться флейтова тема із сьомого розділу.

### 14. «Хрести»
«Святі хрести — це вірші; на них поети безмовно стікали кров'ю, осліплені зграєю шулік, що відлітають! У тілах утопали мечі, виблискуючи в безлічі калюж крові!.. Мертва голова — застигли кучері, далекий гомін юрби, що стихає! Повільно опускається сонце — червона королівська корона. Святі хрести — це вірші!».
У музиці тут втілюється кульмінація всіх жахіть. Інструментарій тут використано максимально повнозвучно, насичено і напружено. Номер закінчується різко, на акорді з вольми різних звуків. Це — останній номер середнього розділу твору, і, відповідно, останній, що зображує жахіття й страхи.

### 15. «Туга за батьківщиною»
«Лагідно скаржачись, кришталеве зітхання з італійської старої пантоміми дзвенить: як П'єро став таким неприродним, таким модерно сентиментальним! І крізь пустелю чуття, лагідно скаржачись, кришталеве зітхання... Хай П'єро забуде сумні настрої! Крізь блідий відблиск вогню місяця, крізь потоки моря світла прямує сміливо вгору, до рідного неба, лагідно скаржачись, кришталиви зітхання.
Цей номер характеризується двома планами: ніжним і легко поривчастий. Ансамбль порівняно великий, але, завдяки почерговому використанню інструментів, фактура зберігає прозорість. Голос співає ніжно.

### 16. «Підлість»
«У лису голову Касандра, крик якого пронизує повітря, П'єро ніжно, з удавано невинним виразом обличчя, вгвинчує свердло. Відтак великим пальцем він набиває в неї справжній турецький тютюн..., потім ззаду вгвинчує у череп трубку з черемхи і з насолодою покурює...»
Страхітливий текст цього номера втілюється у музиці різкими прийомами; умовна «тема» є чітко ритмізованою, має ознаки токатносні. Стакато й трелі передають «свердління»; голос повний іронії.

### 17. «Пародія»
«В'язальні спиці, що виблискують у сивому волоссі; дуенья сидить там у червоній спідничці й муркотить. Вона чекає в альтанці, вона кохає П'єро болісно... Та раптом — слухай! — шепіт. Подув вітру тихо хихикає: місяць, злий насмішник, дратує своїм проміння в'язальні спиці...»
У музиці цього номера застосовується канон в оберненні. Загалом характер виконання тут визначається як «грандіозний», але в партитурі є також ремарки «виразно» й навіть «сентиментально». Все це повинно підкреслювати іронію.

### 18. «Місячна пляма»
«Біла пляма ясного місяця на хребті чорної скелі... П'єро прогулюється увечері в чеканні чогось, у пошуках щастя й пригод. Раптом щось на одязі привертає його увагу; він оглядається і знаходить білу пляму ясного місяця. Стривай, думає він: та це ж пляма від гіпсу! Він тре і тре її, та не може стерти! І так він іде, сповнений гіркоти, далі, витирає й витирає до схід сонця білу пляму ясного місяця.»
Музика тут втілює метушливий, примхливий образ пародійності. Композитором тут використана форма подвійного дзеркального канону, якої він дотримується із точністю.

### 19. «Серенада»
«Гротесковим велетенським смичком П'єро дряпає на своєму альті; як лелека на своїй нозі, він тьмяно цокає піцикато. Раптом наближається Касандр, розлючений вправами нічного віртуоза; гротесковим велетенським смичком П'єро дряпає на своєму альті. Відкинувши у бік альт, пещеною лівою рукою він хапає лису голову за комір і мрійливо грає на лисині гротесковим велетенським смичком.»
Музика цього номера — це «чудова за виразністю, м’яка пародія». Як і підказує назва, тут наявна жанрова основа: серенада.

### 20. «Повернення додому»
«Промінь місяця — це весло, човном служить біла лінія — в ній П'єро їде на південь з хорошим попутним вітром. Потік дзюрчить проникливі гами й колише легкий човен... У Бергамо, на батьківщину повертається П'єро; слабо жевріє на сході зелений обрій, промінь місяця...»
Підзаголовок цього номера — «баркарола». Дуже ніжна, легка музика цього номера повертає нас «додому» — у романтику давнини.

### 21. «О, давній аромат часів казкових»
«О, давній аромат часів казкових, ти знову почуття мої п'яниш! Божевільна безліч пустощів у безладді кружляє в легкому повітрі. Щасливе бажання робить мене веселим завдяки радощам, що ними я довго нехтував... Я залишив усі свої погані настрої, з мого обрамленого сонцем вікна я вільно споглядаю улюблений світ і мрію про щасливі благословенні далі.»
Останній, підсумковий номер «Місячного П'єро», музично повністю відповідає духу тексту, і навіть перевершує його. Ліричність і м'якість, стилістика, спрямована у романтизм, завершують цей твір.

## Поетична і музична форми
Поетичні рядки являють собою стару французьку форму рондо із подвійним рефреном. Кожна поема складається з трьох куплетів по 4 + 4 + 5 рядків, рядок 1 є рефреном (A),  що повторюється як 7 і 13 рядок, а рядок 2 є другим рефреном (B), що повторюється як рядок 8.
У музиці Місячний П'єро використано різні традиційні композиторські техніки і форми, зокрема канон, фуга, рондо, пасакалія і вільний контрапункт. Інструментальний ансамбль у більшості частин варіюється, всі 5 інструментів разом звучать лише в 11-й, 14-й поемах. При цьому кожен з інструменталістів має розвинену сольну партію.

## Відомі записи
| Вокальна партія     | Ансамбль                                     | Диригент          | Звукозаписна компанія | Рік  | Формат |
| ------------------- | -------------------------------------------- | ----------------- | --------------------- | ---- | ------ |
| Еріка Штідрі-Вагнер |                                              | Арнольд Шенберґ   | Columbia Records      | 1940 | н/а    |
| Хельга Пілярчік     | Члени Conservatory Society Concert Orchestra | П'єр Булез        | Ades                  | 1961 | CD     |
| Bethany Beardslee   | Columbia Chamber Ensemble                    | Роберт Крафт      | Columbia / CBS        | 1963 | CD     |
| Джен Де Гаетані     | Contemporary Chamber Ensemble                | Артур Вайсберг    | Nonesuch              | 1970 | CD     |
| Івонн Мінтон        | Ensemble Intercontemporain                   | П'єр Булез        | Sony Music            | 1977 | CD     |
| Барбара Зукова      | Schoenberg Ensemble                          | Reinbert de Leeuw | Koch Schwann          | 1988 | CD     |
| Джейн Меннінг       | Nash Ensemble                                | Саймон Реттл      | Chandos               | 1991 | CD     |
| Філліс Брін-Джулсон | Ensemble Modern                              | н/а               | BMG                   | 1991 | CD     |
| Філліс Брін-Джулсон | New York New Music Ensemble                  | Роберт Блек       | GM Recordings         | 1992 | CD     |
| Карін Отт           | Cremona Musica Insieme                       | Pietro Antonini   | Nuova Era             | 1994 | CD     |
| Крістіна Шефер      | Ensemble Intercontemporain                   | П'єр Булез        | Deutsche Grammophon   | 1997 | CD     |
| Аня Сілья           | Twentieth Century Classics Ensemble          | Роберт Крафт      | Naxos                 | 1999 | CD     |